# Schloss Tenneberg
Das Schloss Tenneberg ist der Rest einer mittelalterlichen Spornburganlage der Thüringer Landgrafen, die durch mehrfache Umbauten als Jagdschloss und Nebenresidenz der Gothaer Herzöge diente und gegenwärtig als Museum genutzt wird. Das Schloss befindet sich am Nordrand des Thüringer Waldes in der Stadt Waltershausen, im Landkreis Gotha in Thüringen. Das Museum im Schloss bietet seit 2007 Dauerausstellungen zu den Themen: Stadtgeschichte, Volkskunde, bürgerliches Wohnen, die Geschichte der Waltershäuser Puppen- und Spielzeugindustrie sowie der Architektur der Barockräume.

## Lage
Das Schloss liegt etwa 400 m südwestlich vom Zentrum der Stadt Waltershausen auf einem exponierten, nach Nordwesten vorspringenden Bergsporn auf 395 m ü. NN. In der Nähe der Burg führten mehrere Handelsstraßen über den Thüringer Wald in Richtung Bad Salzungen, Schmalkalden und Breitungen. Die Burg lag strategisch günstig in den Waltershäuser Vorbergen des Thüringer Waldes.

## Geschichte

### Frühmittelalterliche Wallburg Baldrichstein
Der Burgberg bei Waltershausen, auf dem das Schloss erbaut wurde, war vermutlich schon im 6. Jahrhundert in Form einer Wallburg befestigt, darauf deuten Bodenfunde und noch deutlich erkennbare Reste eines querliegenden Walles im Vorfeld der mittelalterlichen Burganlage hin. Der östliche Teil des Burgbergs ist mit dem Flurnamen Baldrichstein behaftet.

### Burg Tenneberg, Nebenresidenz der Thüringer Landgrafen

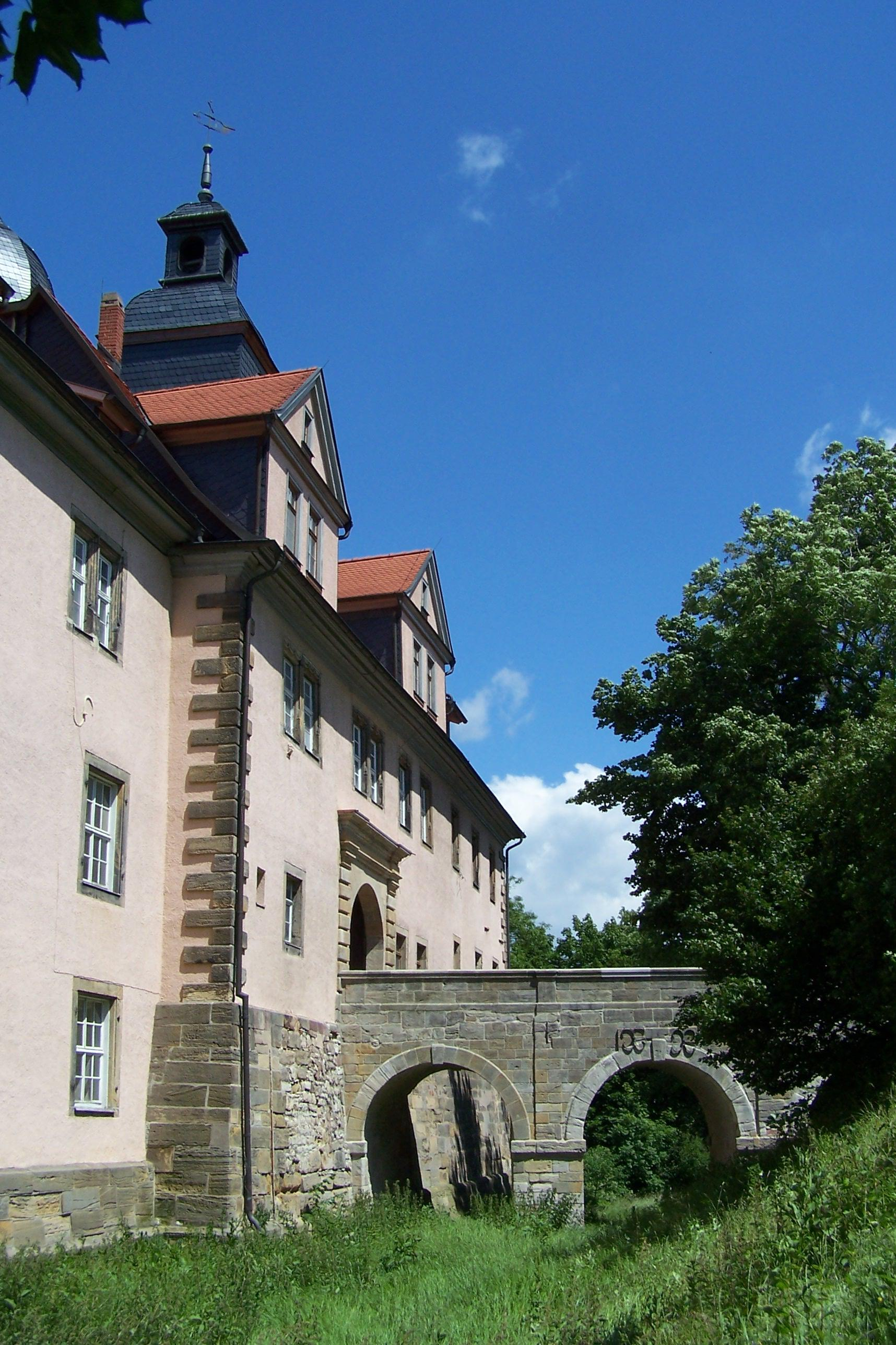
Eingang zum Schloss Tenneberg

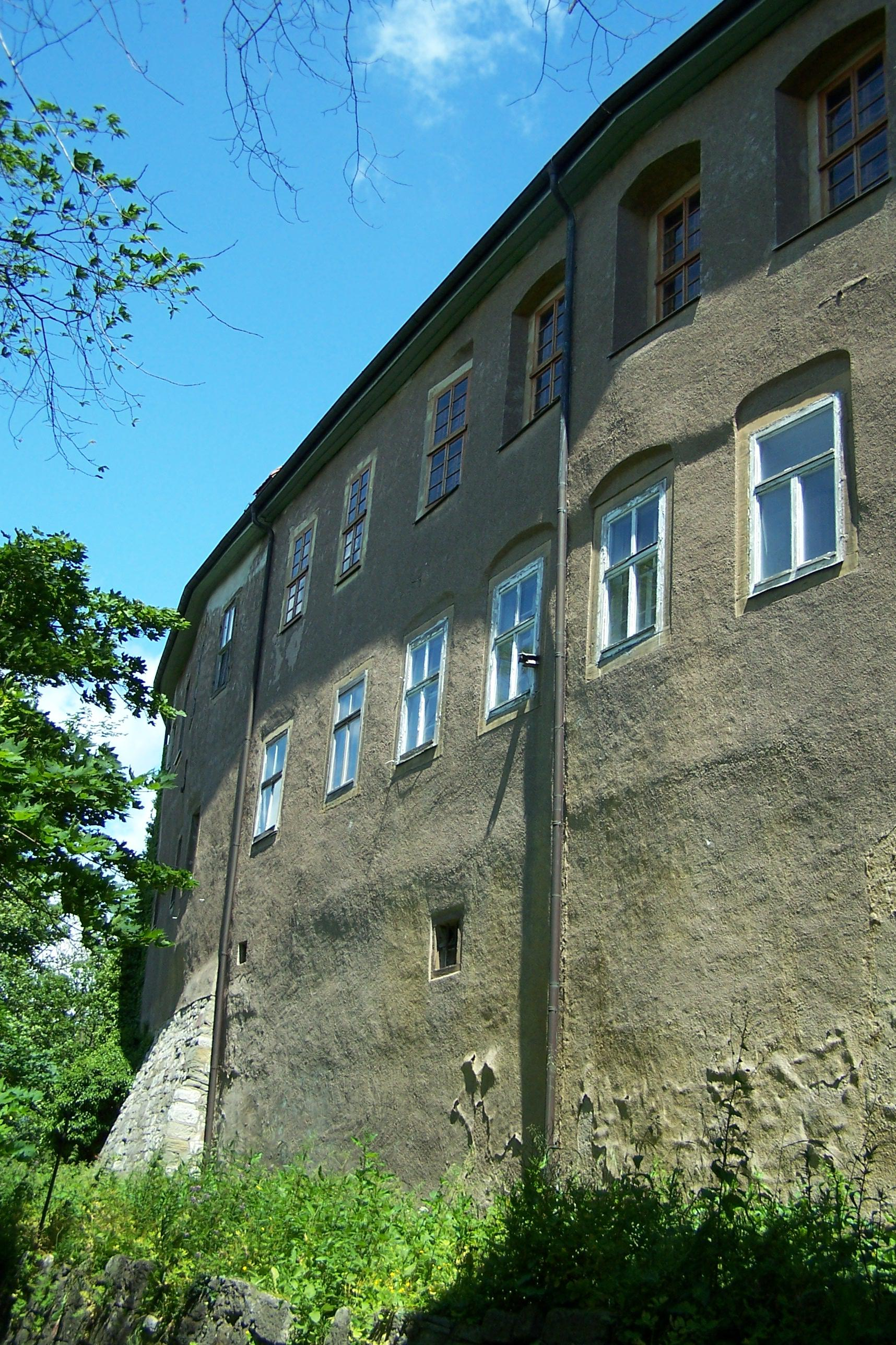
Die Südwestseite der Burgmauer

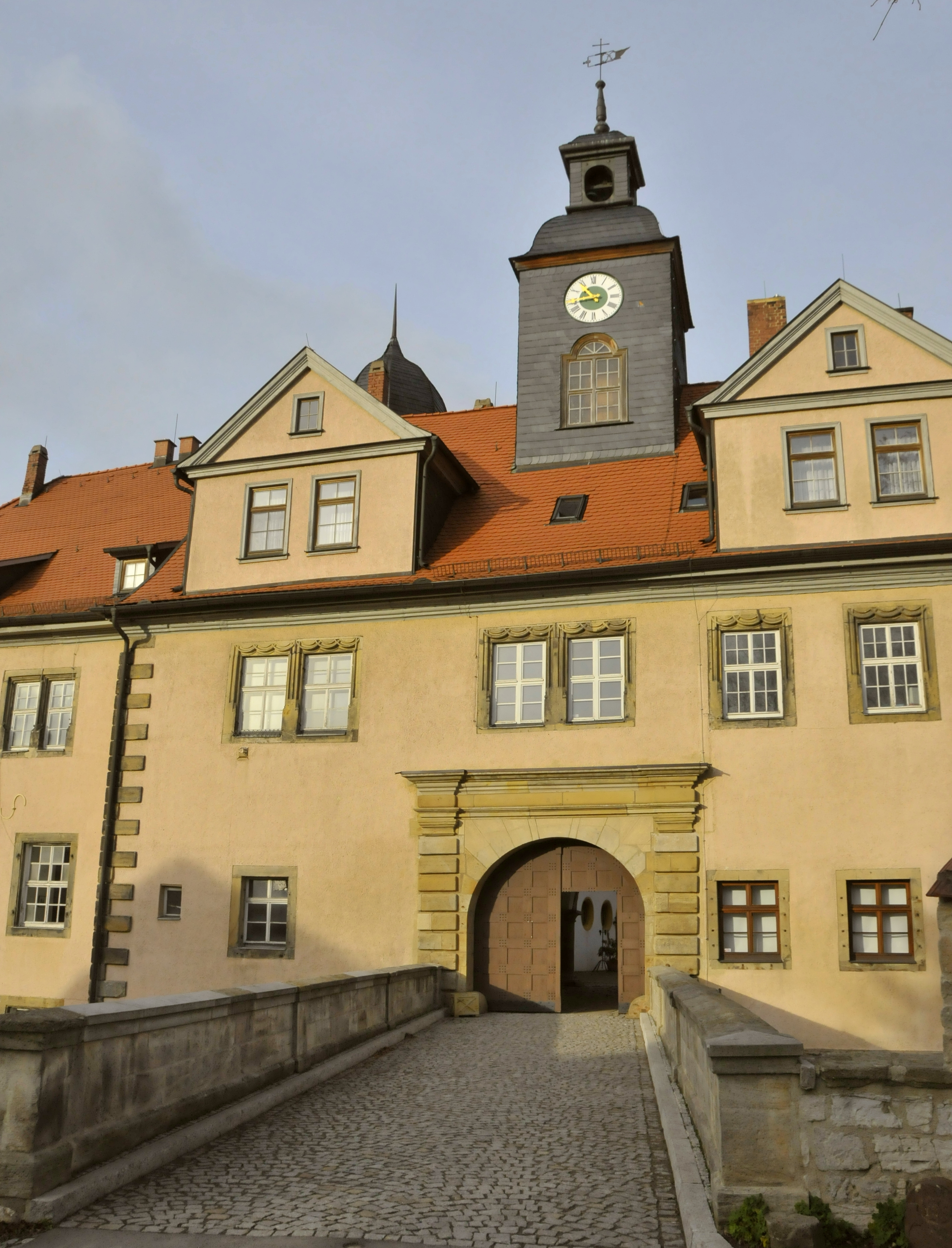
Der Torbau

Die erste urkundliche Erwähnung der mittelalterlichen Burg erfolgte um 1176 in einer Urkunde der Landgrafen von Thüringen – (castrum nostrum). Bereits 1168 trat ein Burgmann Heidenreich von Tenneberg in Erscheinung. Unter Landgraf Ludwig III. wurde Burg Tenneberg auch der Schutz und Schirm des 5 km (Luftlinie) entfernten Hausklosters Reinhardsbrunn zugedacht. Hierzu soll sich am östlichen Ende des langgestreckten Burgberges ein ebenso zur Burg gehöriger vorgeschobener, mächtiger Wehr- und Wachturm befunden haben, der den Zugangsweg zum Kloster schützte. In späterer Zeit entstand zwischen den Klostervögten und der Burg ein lange dauernder Grenzstreit um Nutzungsrechte und Landbesitz.
Die Landgrafen nutzten die Burg Tenneberg als Nebenresidenz, damit verbunden dürfte ein repräsentativer Ausbau der Wohnbereiche gewesen sein. Zugleich privilegierten sie den Ort Waltershausen durch die Vergabe des Eisenacher Stadtrechtes. Als Burgmannen wurden die in Laucha und im Hörselgau ansässigen Adelsfamilien genannt. Mit der zeitweiligen Übertragung der Burg an Apitz, Sohn Landgraf Albrechts, wurde diese zum gefürchteten Raubritternest durch Ludwig von Hörselgau. Nach dessen Aburteilung wurde ein beträchtlicher Teil der Burganlage als Ganerbschaft von den Adelsfamilien von Laucha und Teutleben besetzt. Landgraf Balthasar war um die bauliche Erneuerung und Wehrhaftigkeit der Burg bemüht und kaufte deshalb 1391 auch die von den Ganerben bewohnten Gebäude zurück.

### Burgamt Tenneberg
Zum Burgbezirk von Schloss Tenneberg gehörten die benachbarten Orte und Wüstungen: Hörselgau, Teutleben, Aspach, Trügleben, Eschleben, Sundhausen, Uelleben, Gospiteroda, Wahlwinkel, Bossenborn, Leina, Nottichenrode sowie Forstbezirke. Aus diesem Burgbezirk wurde unter den Thüringer Landgrafen und Herzögen von Sachsen das Amt Tenneberg geschaffen und durch zusätzliche Orte in Westthüringen erweitert. Die Fronfeste – ein am Rand der Burg befindliches Gebäude wurde zum Kerker bestimmt.

### Umbau zum Renaissance-Schloss
Herzog Johann Casimir baute es unter Leitung von Peter Sengelaub zu einem Jagdschloss um. 1640 bis 1646 war das Schloss vorübergehend Sitz von Ernst I., als sich das neue Residenzschloss Friedenstein in Gotha noch im Bau befand. Später wurde Schloss Tenneberg noch als Sommerresidenz von seinem Sohn Friedrich I. und seinem Enkel Friedrich II. bis zu dessen Tode 1732 genutzt.

### Modernisierung im 18. Jahrhundert
Nach zwei Renaissanceumbauten erfolgte ein weiterer Barockumbau im frühen 18. Jahrhundert, von dem noch drei Barockräume erhalten geblieben sind sowie weitere Reste der Außen- und Innenarchitektur.
Zusammenfassend stellt man fest, dass bis in das 18. Jahrhundert im Schloss wichtige Funktionen für die Landesherrschaft erfüllt wurden. Zudem gehörte das Haus zu den ersten großen Jagdschlössern des 17. Jahrhunderts und man kann die ehemalige Ausstattung anhand von Inventarien rekonstruieren.

### Nutzung als Landratsamt
Der westliche Teil des heutigen Landkreis Gotha und angrenzende Teile des Wartburgkreises bildeten von 1858 bis 1922 das Landratsamt Waltershausen, dessen Verwaltungsbehörden im Schloss Tenneberg untergebracht wurden.

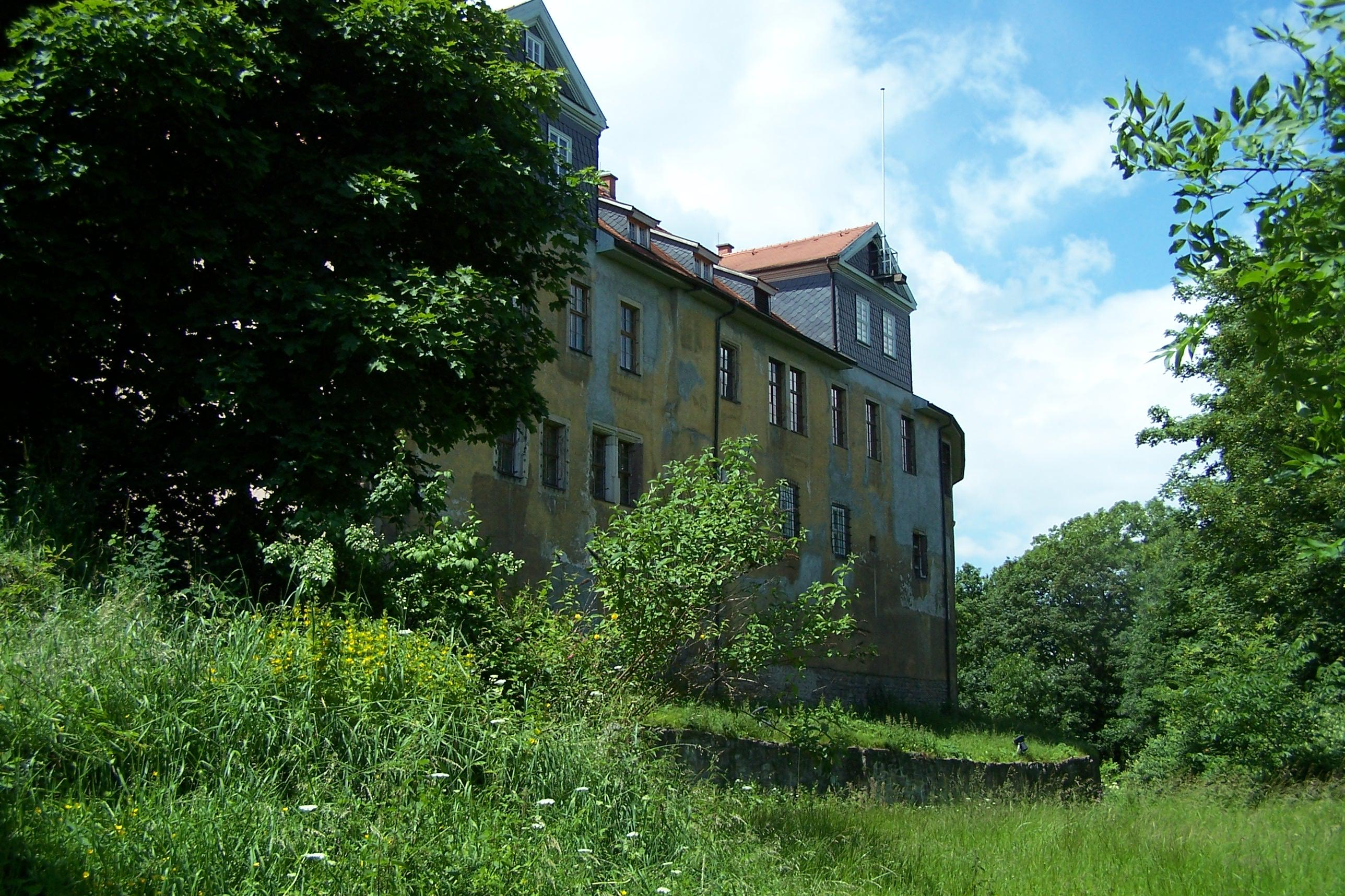
Die Nordseite der Burgmauer
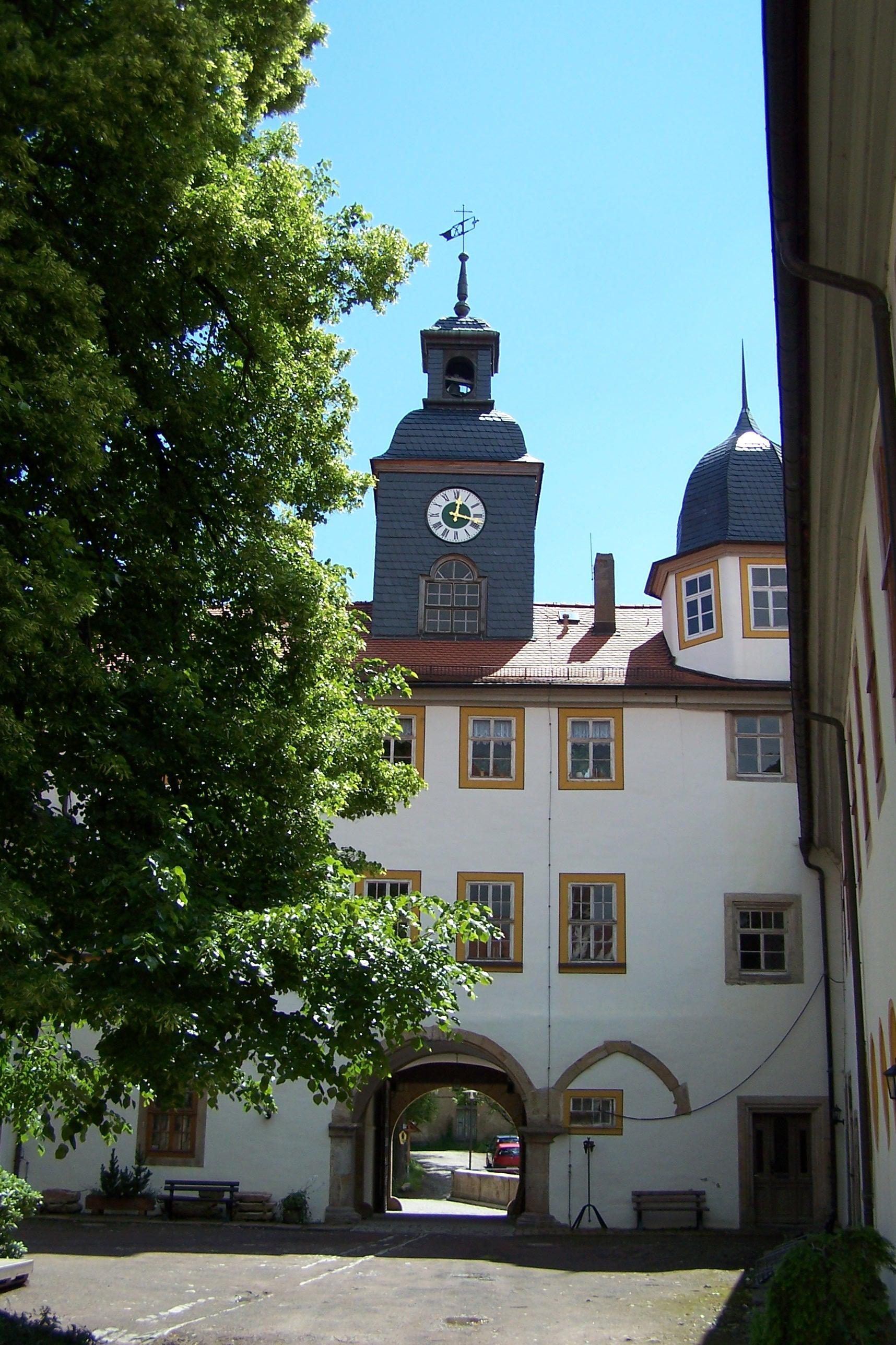
Im Schlosshof
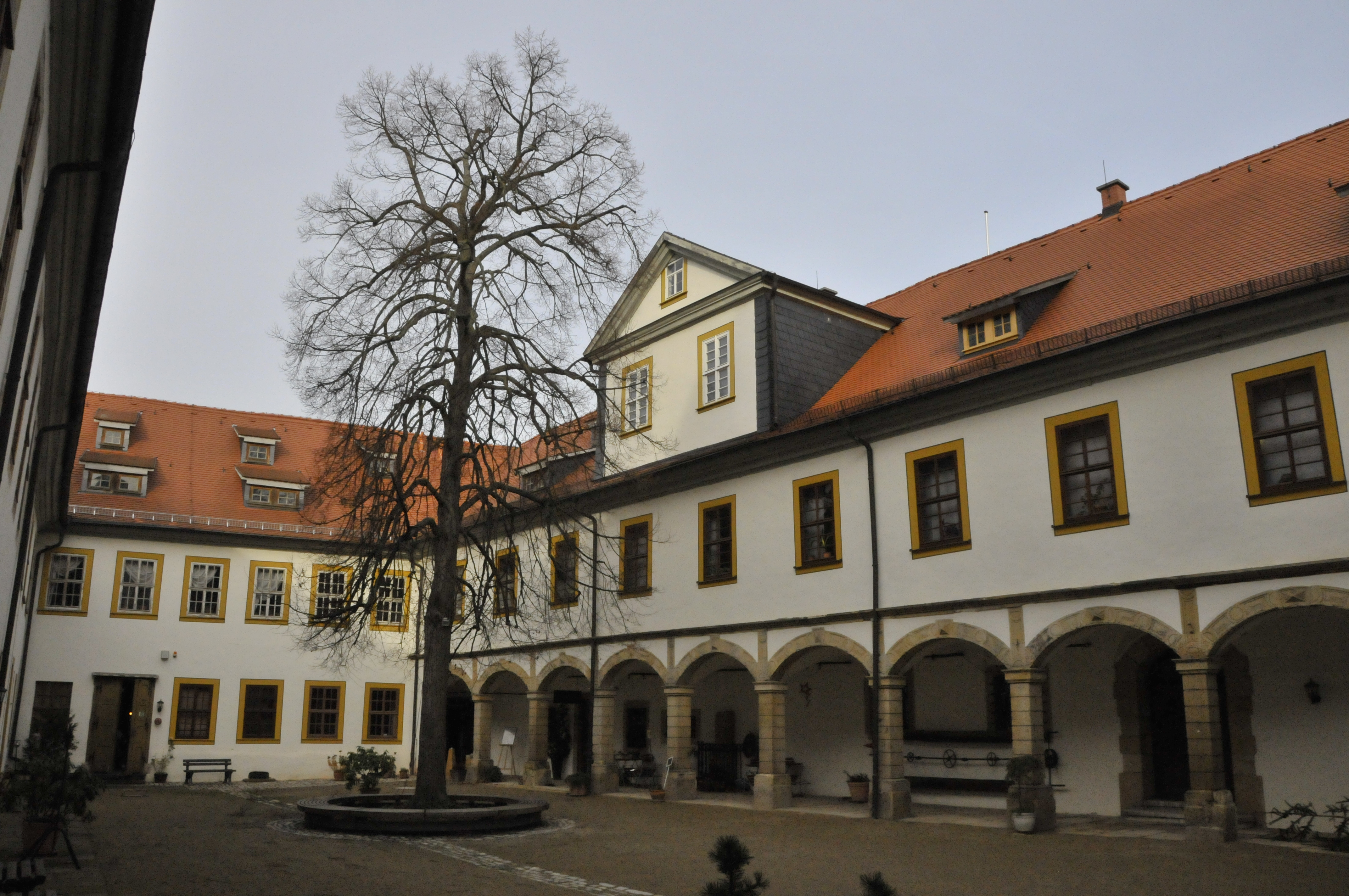
Arkaden im Schlosshof
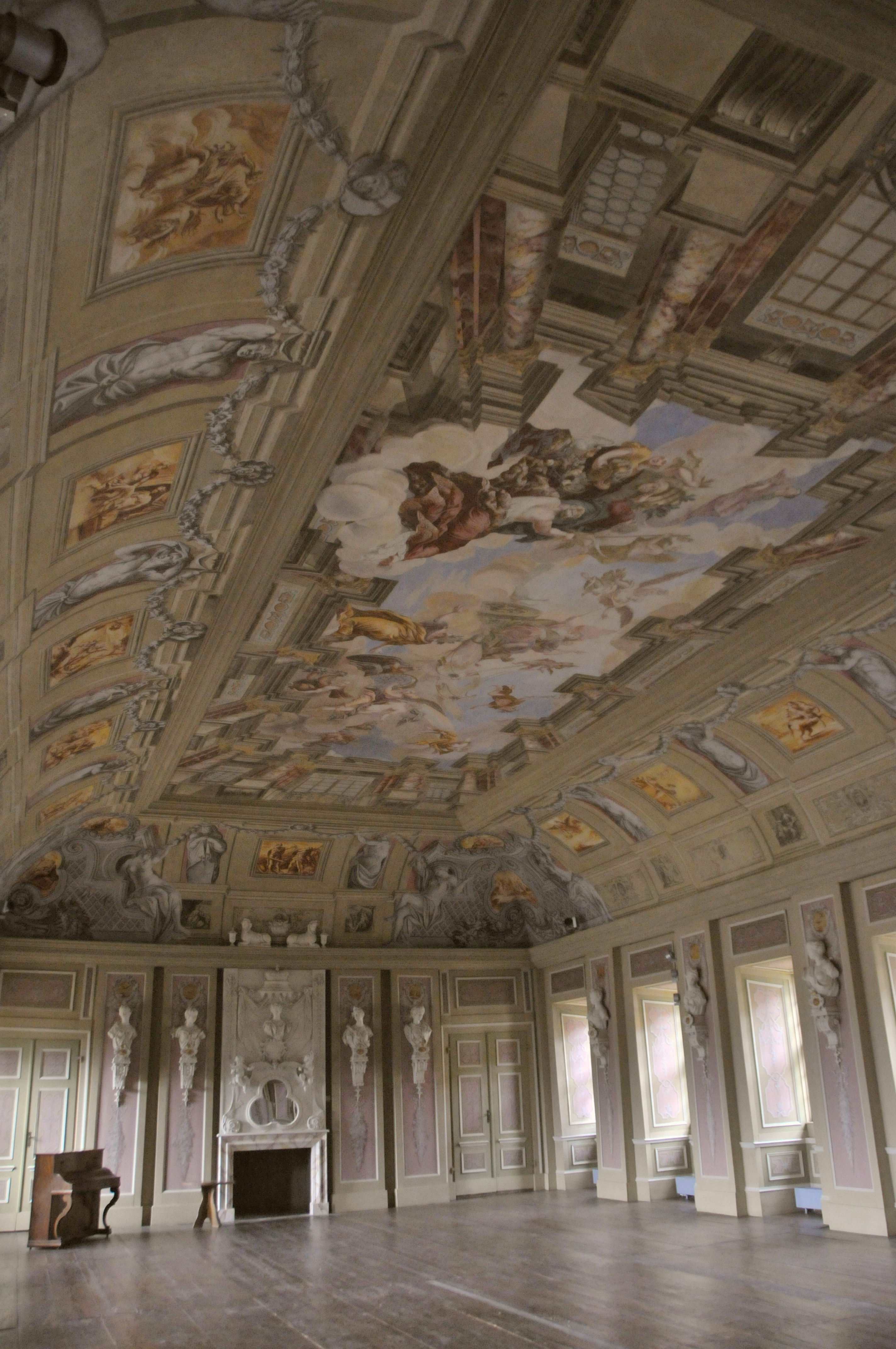
Im Festsaal
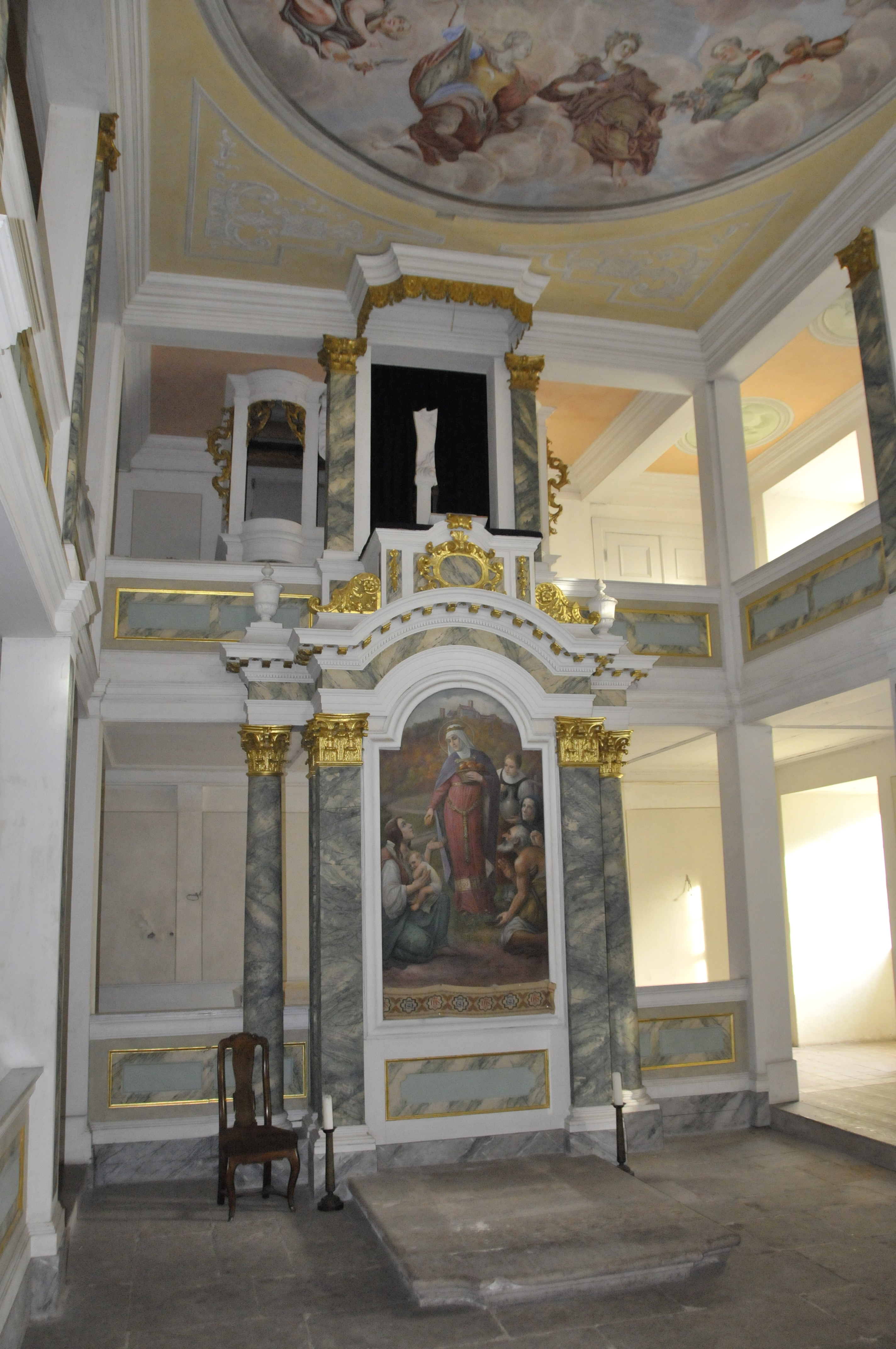
Schlosskapelle

### Museum im Schloss
Die Planungen für das Museum begannen am 21. Dezember 1926 und fanden im Sitzungssaal des Rathauses mit einer allgemeinen Vorbesprechung zur Bildung eines Heimatausschusses statt. Dabei wurde auch die „Errichtung eines Heimatmuseums im Rittersaal des Schlosses Tenneberg“ angeregt. Das Museum im Schloss wurde daraufhin am 20. Oktober 1929 eröffnet.
Im Festsaal waren vorwiegend Objekte zur Stadtgeschichte wie Urkunden und Stadtpläne ausgestellt. Später wurden verschiedene Privatsammlungen für das Museum angekauft. 1978/79 wurde das Museum wesentlich erweitert. Für eine umfangreiche Sanierung wurde das Museum 1995 geschlossen und 1996 wieder eröffnet. In den darauf folgenden Jahren verlagerte sich der Schwerpunkt der Ausstellung zunächst auf Puppen, die Sammlungen wurden dahingehend erweitert.
Im Laufe der Jahre kam es immer wieder zu Einbruchdiebstählen im Museum. So erfolgte 1973 ein schwerer Einbruch im Magazin, das im Dachgeschoss untergebracht war. Viele Objekte, darunter die Armbrust von Herzog Johann Casimir, wurden gestohlen. 1991 wurden kostbare Kunstgüter gestohlen, darunter Fayencen, ein sehr altes Tafelbild mit der wohl ältesten Darstellung Waltershausens, die Zunftlade der Tischler, Zinngegenstände und Walzenkrüge. Ein zweiter Einbruchdiebstahl im gleichen Jahr dezimierte die Puppensammlung. Darunter befanden sich auch einmalige, unwiederbringliche Objekte, wie der legendäre Charakterbrustansatzkopf der Firma Kämmer & Reinhardt mit der Seriennummer 200. Er existiert weltweit nur ein einziges Mal.
Das Museum hatte 2009 Dauerausstellungen zu den Themen: Stadtgeschichte, Volkskunde, bürgerliches Wohnen, die Geschichte der Waltershäuser Puppen- und Spielzeugindustrie sowie Barockräume.
Geplant ist nach weiteren Sanierungsmaßnahmen die Erweiterung der Ausstellungen zur Stadtgeschichte, zur Volkskunde und zum Handwerk und Gewerbe der Stadt Waltershausen.

Ausstellungsstücke des Museums
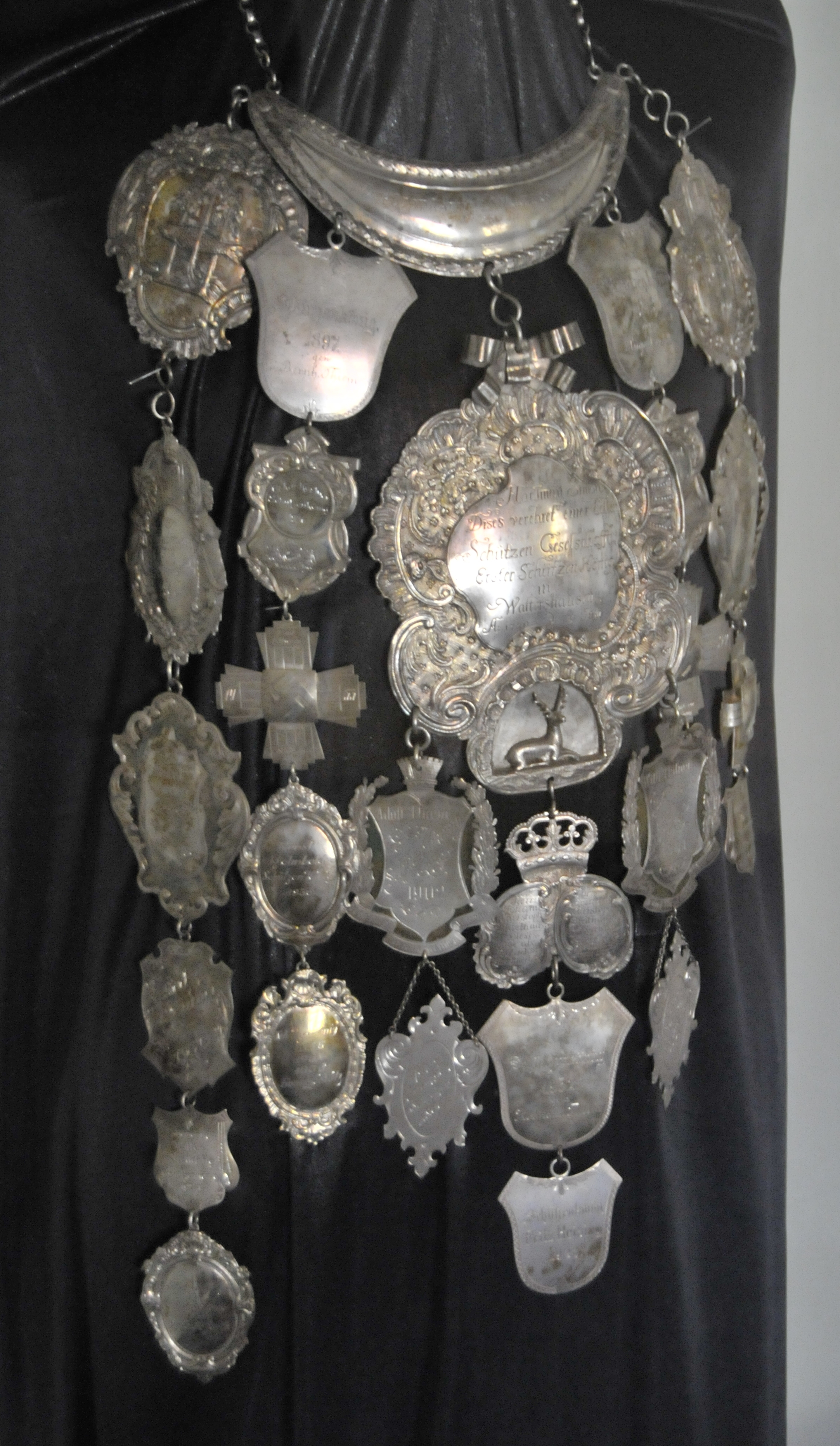
Schützenkette des Waltershäuser Schützenvereins 1770–1937.
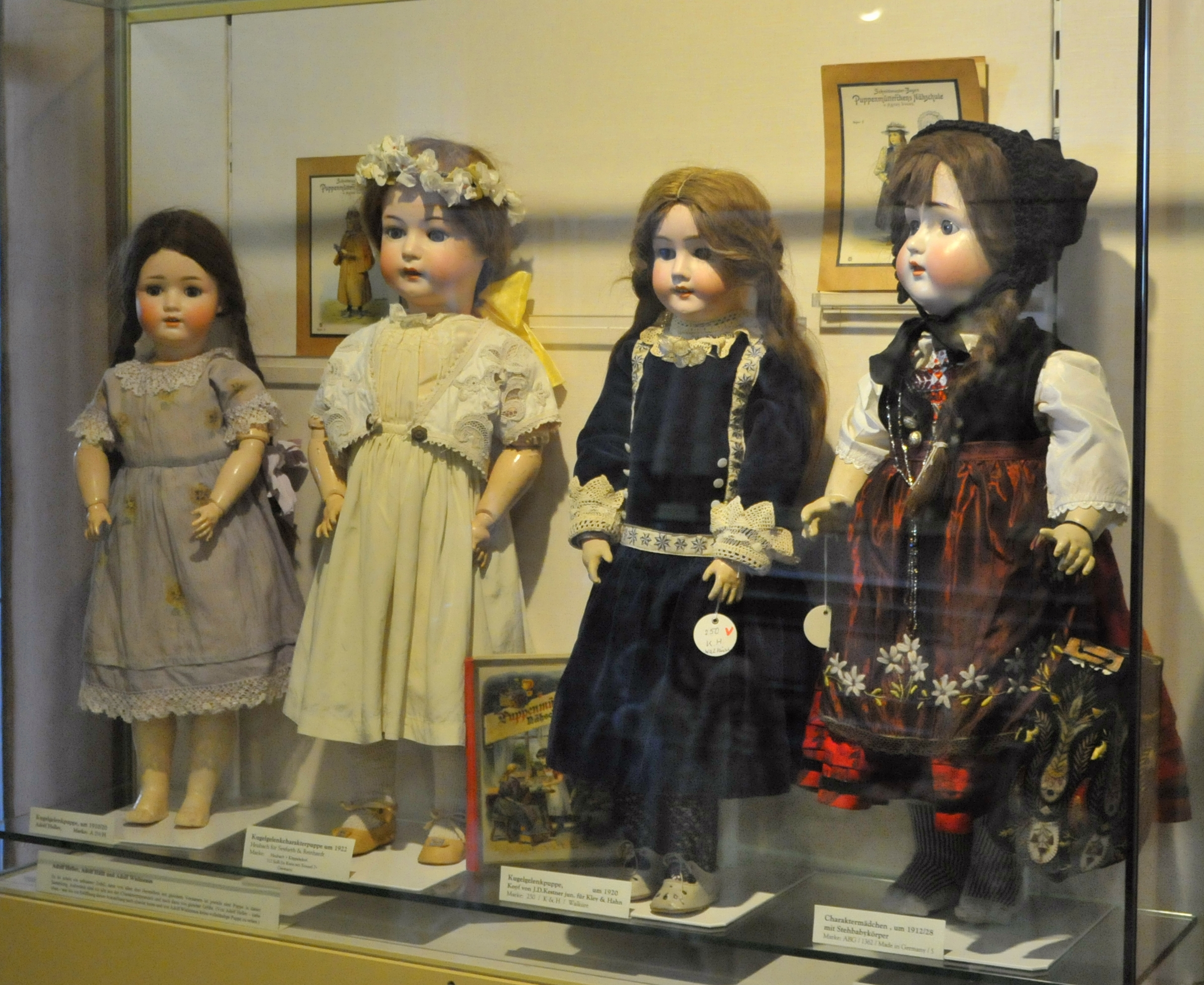
Kugelgelenk-Charakterpuppen (um 1920), Charaktermädchen (um 1912/20, rechts)
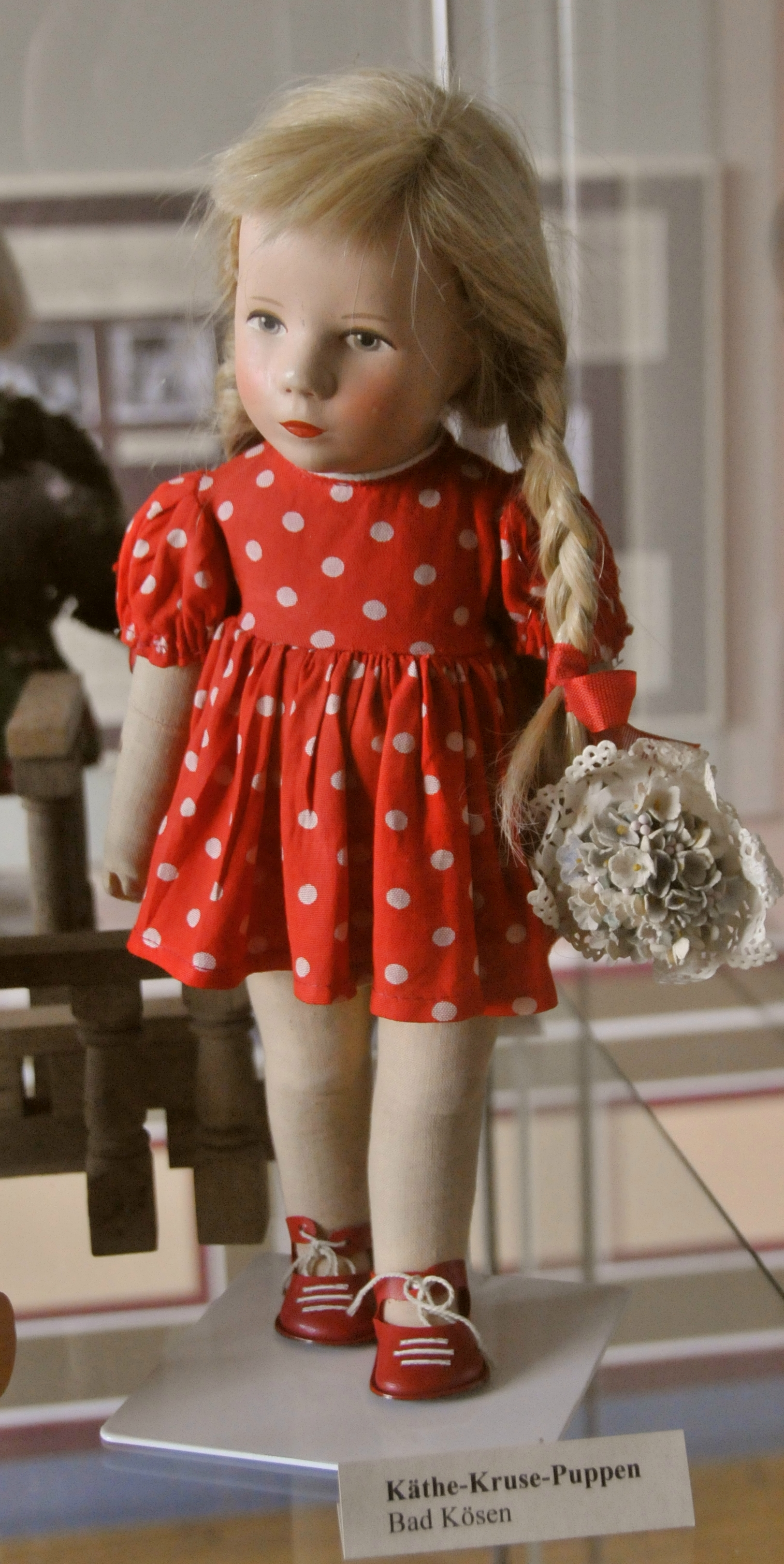
Käthe-Kruse-Puppe
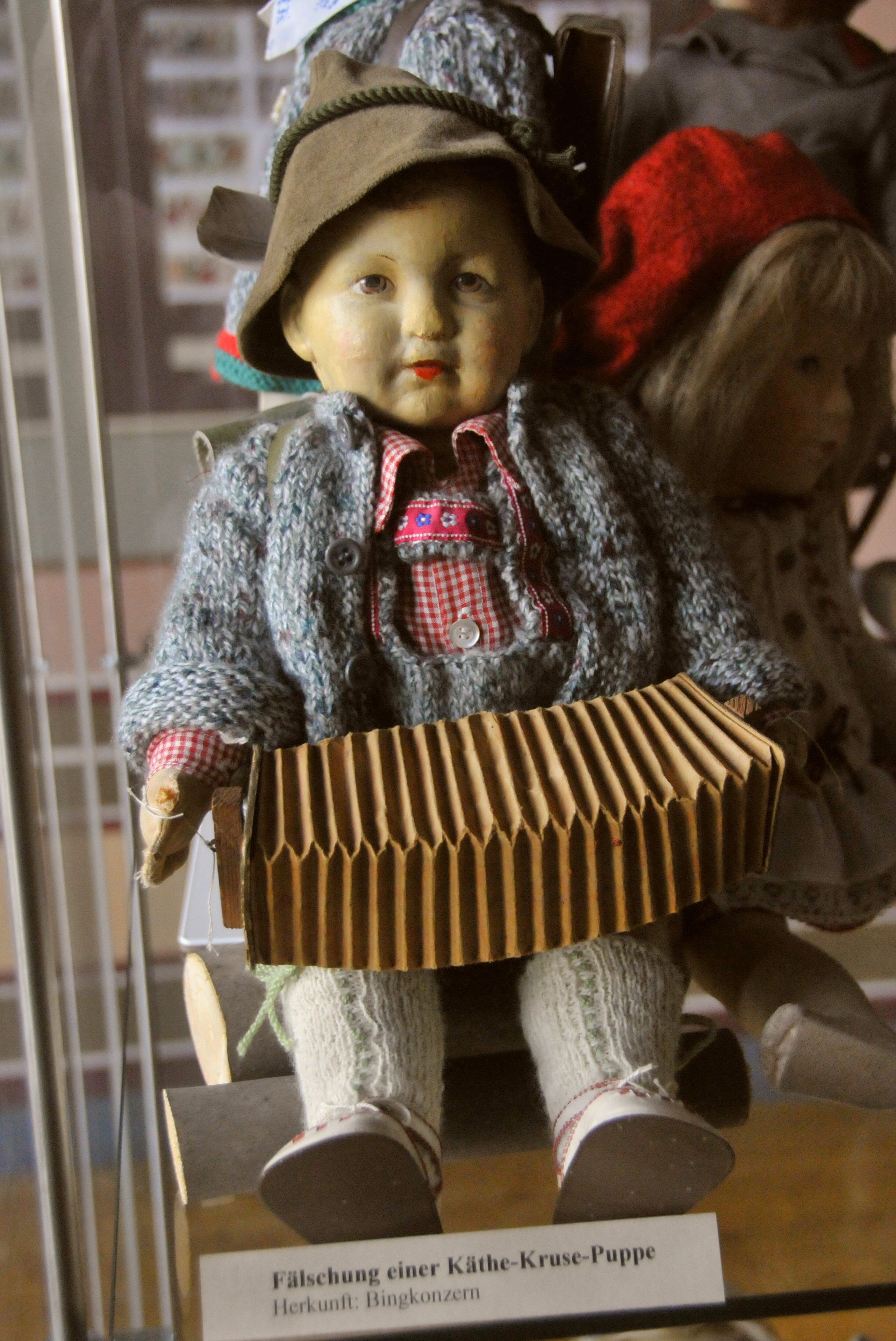
Fälschung einer Käthe-Kruse-Puppe

### Restaurierung in den 1990er Jahren
Bereits 1978 begannen verantwortungsvolle und interessierte Bürger aus Waltershausen mit der baulichen Sicherung der Schlossanlage, es galt, immer häufiger festgestellte Sturmschäden an den Dächern zu sichern und Schlimmeres zu verhindern. Unmittelbar nach dem Mauerfall wurde das Ausmaß der Bauschäden deutlicher, als sich Denkmalexperten, Bausachverständige und Architekten der Schlossanlage widmeten. Die ermittelten Schäden waren enorm, Hausschwammbefall und beschädigte Dächer, fehlende Sanitäranlagen und marode Installationen, alles musste in einem Sanierungskonzept bedacht, finanziert und zeitlich aufeinander abgestimmt in Ordnung gebracht werden. Schon 1990 begann die Sanierung an den erneuerungsbedürftigsten Stellen des Schlossdachs. Immer neue Schäden fanden sich bei der Restaurierung des großen Festsaales, ein Unterschlupf des Hausschwammes. Das gesamte Museumsgut musste mehrmals umgelagert werden. Inzwischen hat das Museum mehrere Dauerausstellungen und einige Magazinräume. Das Deckengemälde des Festsaals ist vollkommen restauriert, wobei irreversible Veränderungen des 20. Jahrhunderts bleiben mussten. Die Arbeiten im Deckengewölbe (Voute) sind derzeit im vollen Gange. Da im 20. Jahrhundert einige Fehlstellen ausgebessert wurden und die Originalmalerei teilweise fehlt, geht man bei der Restaurierung fragmentarisch vor und retuschiert Fehlstellen um den Gesamteindruck zu erhalten. Eine Besichtigung der Baustelle ist auf Anfrage möglich.

## Baubeschreibung
Die heutige Schlossanlage steht auf den Grundmauern und Kellergewölben der mittelalterlichen Burg. Im Osten trennt ein 10 m breiter und bis zu 6 m tiefer Graben das Burgareal vom langgestreckten Bergkamm ab. Östlich vor dem Burggraben befinden sich das ehemalige Kavalierhaus, auch Amtshaus und die Fronfeste, das ehemalige Amtsgefängnis. Sie bilden heute eigenständige Gebäude und werden nicht mehr zum Schloss gerechnet. Am Fuß der Außenmauer verlief ursprünglich ein weiterer Befestigungsgraben. Trotz zahlreicher Umbauten blieb der ursprüngliche Grundriss der Burg noch erkennbar. Die Gebäude umschließen in Hufeisenform einen rechteckigen Innenhof. Der im Südosten gelegene Hauptzugang wurde durch ein vorgelagertes Tor gesichert. In der östlichen Hofecke stand der Bergfried der Burg, seine 1,5 m starken Mauern wurden 1718 abgetragen. Der Innenhof wird heute von einem Arkadengang belebt. Neben zahlreichen Wohn- und Wirtschaftsgebäuden (genannt werden: Amtsstube, Brunnenstube, Schlachthaus, Schmiede, Sattlerei, Kohlenlager, Remisen und die Ritterkapelle) besaß die Schlossanlage auch eine Kapelle, die aber den Bedürfnissen des barocken Hofstaates nicht genügte, daher wurde sie von 1714 bis 1721 erneuert, auch wurde die in der Innenstadt befindliche Pfarrkirche zur Hofkirche ausgebaut.

### Schlosskapelle
Die im Schloss vorhandene Kapelle wurde erstmals 1380 erwähnt. Noch um 1640 war sie eingeschossig. 1657 wurde sie als Glaubenschul eingeweiht und hatte wohl schon das neu hinzugekommene Untergeschoss. Erst im 18. Jahrhundert erhielt die Kapelle ihr barockes Aussehen. Die hölzernen Säulen und Pilaster sind bemalt, um Marmor vorzutäuschen. Auch der Stuck und andere Verzierungen sind aus Holz. Die Anordnung von Altar, Kanzel und Orgel sind typisch für eine protestantische Kirche. 1932 wurde das katholische Altarbild geschaffen. Das Deckengemälde schuf der gleiche Maler, der auch den Festsaal ausgestattet hat: Johann Heinrich Ritter. Die prunkvolle Schlosskapelle wurde am 29. Juli 1721 mit einem Festbankett eingeweiht. Die Kapelle ist ein Bauwerk des Herzoglich Gothaischen Oberbaudirektors Wolf Christoph Zorn von Plobsheim. Der rechteckige Saal besitzt eine vom Gothaer Hofschreiner Friedrich Möller errichtete umlaufende Galerie, die sich auf zwölf hölzerne Pfeiler stützt. Der Kirchenraum wird durch je drei großzügig bemessene rechteckige Fenster in Höhe der Galerie und zwei Fenstern auf der Südseite erhellt. Altar und Kanzel wurden vom Arnstädter Johann Caspar Jacobi mit Schnitzwerk verziert, die Stuckaturen der Gesimse wurden von Johann Justus Hallung, die grüntonigen Marmorierungen stammen von Johann Nicolaus Meyer. In der Kapelle fand ein vom Arnstädter Hoforgelbauer Johann Christoph Thielemann 1721 erstelltes Instrument Verwendung. Die Orgel wurde im August 2017 aufwändig saniert. Alle Maurer-, Zimmer-, Glaser-, Tüncher-, Rüst- und Dachdeckerarbeiten wurden durch das örtliche Handwerk bewerkstelligt.

### Barocker Festsaal
Der im Westflügel eingebaute Festsaal von 1719 wird heute durch das Museum und in Zukunft wieder auch für Veranstaltungen genutzt. Der Festsaal, auch nach seinem Maler Johann Heinrich Ritter Rittersaal genannt, stellt eine eindrucksvolle Komposition zwischen Architektur, Malerei und Plastik dar.
Der Hauptschmuck ist das Deckengemälde. Das Herzogsehepaar ist hier im antiken Gewand zu sehen; Göttermutter und Göttervater umgeben von verschiedenen Göttern der Antike. Das 1719 gemalte Deckengemälde wurde im 20. Jahrhundert mehrmals „aufgefrischt“ und „erneuert“ und Anfang des 21. Jahrhunderts restauriert. 2009 wurde es fertiggestellt. Die Restaurierungsmaßnahmen in der Voute und an den Pilastern und Büsten sind 2009 noch im Gange und werden je nach finanziellen Möglichkeiten noch eine längere Zeit andauern.

### Kavaliershaus
Der als Kavalierhaus bezeichnete Bau war das Gästehaus des Schlosses und befand sich vor dem Graben.

## Sonstiges

### Landgrafensage – der Taufritt nach Tenneberg
Die bekannte Landgrafen-Sage vom Taufritt nach Tenneberg wurde in einem Fresko von Moritz von Schwind auf der Wartburg dargestellt.
Mit dem Schloss verbunden ist auch die in der deutschen Architekturgeschichte als stilistischer Vorläufer der Dresdner Frauenkirche eingegangene Stadt- und Residenzkirche auf dem Marktplatz von Waltershausen, sie wurde 1723 geweiht.

### Die weiße Frau
Während der Regentschaft Herzog Johann Friedrichs II. wurde auf Schloss Tenneberg eine Hochstaplerin entlarvt, die sich als adelige Dame von England ausgegeben hatte und vom Herzog zunächst arglos standesgemäß untergebracht wurde. Durch Kundschaft des Herzog von Kleve gewarnt, wurde die Betrügerin rasch überführt und abgeurteilt, es soll sich um eine entflohene Kammerzofe der Anna von Kleve gehandelt haben. Das Urteil lautete auf lebenslange Kerkerhaft. Die Frau soll der Überlieferung nach in ihrer Zelle im Frühjahr 1560 an Auszehrung verstorben sein. Ihre Gebeine wurden auf dem Friedhof an der Katharinenkirche bestattet. Seit 1566, so berichten diese Unterlagen weiter, begann es dann nachts im Schloss zu spuken, dem Herzog und vielen anderen soll die jammernde und in ihren weißen Totengewändern gehüllte Frau erschienen sein, schon 1567 soll dieser Spuk dann geendet haben.